# Большой Ярамор
Большой Ярамор (мар. Кугу Ярамарий) — деревня в Моркинском районе Республики Марий Эл. Входит в состав Шалинского сельского поселения.

## География
Находится в юго-восточной части республики Марий Эл на расстоянии приблизительно 19 км по прямой на запад от районного центра посёлка Морки.

## История
Деревня основана в начале XVIII века. В 1763 году здесь насчитывалось 77 жителей. В 2004 оставались 33 двора. В советское время работал колхоз «Танк».

## Население
Население составляло 97 человек (мари 99 %) в 2002 году, 73 в 2010.